# Lijst van voetbalinterlands Estland - Montenegro
Deze lijst van voetbalinterlands is een overzicht van alle officiële voetbalwedstrijden tussen de nationale teams van Estland en Montenegro. De landen hebben tot op heden een keer tegen elkaar gespeeld. Dat was een vriendschappelijk duel op 17 oktober 2007 in Tallinn.

## Wedstrijden
| № | Plaats  | Datum           | Competitie        | Wedstrijd            | Uitslag |
| - | ------- | --------------- | ----------------- | -------------------- | ------- |
| 1 | Tallinn | 17 oktober 2007 | Vriendschappelijk | Estland − Montenegro | 0 − 1   |

## Samenvatting
| Competitie        | Totaal gespeeld | Winst Estland | Gelijk | Winst Montenegro | Doelsaldo Estland – Montenegro |
| ----------------- | --------------- | ------------- | ------ | ---------------- | ------------------------------ |
| Vriendschappelijk | 1               | 0             | 0      | 1                | 0 − 1                          |
| Totaal            | 1               | 0             | 0      | 1                | 0 − 1                          |

Wedstrijden bepaald door strafschoppen worden, in lijn met de FIFA, als een gelijkspel gerekend.

## Details

### Eerste ontmoeting
| Vriendschappelijk (Tallinn, Estland , 17 oktober 2007): |              | |
| Estland | 0 – 1        | Montenegro |
| | goals        | 41' Mirko Vučinić |
| Viggo Jensen | bondscoach   | Zoran Filipović |
| Mihkel Aksalu 46' Enar Jääger Alo Bärengrub Andrei Stepanov Urmas Rooba Martin Reim 78' Aleksandr Dmitrijev 88' Ragnar Klavan Joel Lindpere Kaimar Saag 81' Tarmo Neemelo 66' | opstellingen | 46' Vukašin Poleksić 46' Savo Pavićević Luka Pejović Radoslav Batak Jovan Tanasijević Nikola Drinčić 85' Milorad Peković 72' Dragan Bogavac 30' Simon Vukčević Vladimir Božović Mirko Vučinić |
| Sergei Pareiko 46' Kristen Viikmäe 66' Taavi Rähn 78' Tarmo Kink 81' Sergei Terehhov 88'                                                                                      | wissels      | 30' 82' Radomir Đalović 46' Darko Božović 46' Risto Lakić 72' Mitar Novaković 82' Nikola Nikezić 85' Vlado Jeknić                                                                             |
| Aleksandr Dmitrijev 45+2' | gele kaarten | 49' Dragan Bogavac 52' Milorad Peković 70' Risto Lakić 83' Jovan Tanasijević 89' Mirko Vučinić                                                                                                |

EJL · A-internationals · Bondscoaches · Statistieken · Estisch vrouwenelftal · Olympisch elftal · Estland U21 · Estland U20 · Estland U19 · Estland U18 · Estland U17 · Estland U16
1920 – 1929 ·
1930 – 1939 ·
1940 – 1949 ·
1950 – 1990 · 
1990 – 1999 ·
2000 – 2009 ·
2010 – 2019 ·
2020 − 2029
OS 1924
1920 ·
1921 ·
1922 ·
1923 ·
1924 ·
1925 ·
1926 ·
1927 ·
1928 ·
1929 · 
1930 · 
1931 · 
1932 · 
1933 · 
1934 · 
1935 · 
1936 · 
1937 · 
1938 · 
1939 · 
1940 · 
1941 · 
1942 · 
1943 · 1944 · 
1945 · 
1946 · 
1947 · 
1948 · 
1949 · 
1950 – 1990 · 
1991 · 
1992 · 
1993 · 
1994 · 
1995 · 
1996 · 
1997 · 
1998 · 
1999 · 
2000 · 
2001 · 
2002 · 
2003 · 
2004 · 
2005 · 
2006 · 
2007 · 
2008 · 
2009 · 
2010 · 
2011 · 
2012 · 
2013 · 
2014 · 
2015 · 
2016 ·
2017 ·
2018 ·
2019 ·
2020
Albanië ·
Andorra ·
Angola ·
Antigua en Barbuda ·
Argentinië ·
Armenië ·
Azerbeidzjan ·
België ·
Bosnië-Herzegovina ·
Brazilië ·
Bulgarije ·
Canada ·
Chili ·
China ·
Cyprus ·
Denemarken ·
Duitsland ·
Ecuador ·
Egypte ·
El Salvador ·
Engeland ·
Equatoriaal-Guinea ·
Faeröer ·
Fiji ·
Filipijnen ·
Finland ·
Frankrijk ·
Georgië · 
Gibraltar ·
Griekenland ·
Hongarije ·
Hongkong ·
Ierland ·
IJsland ·
Indonesië ·
Irak ·
Israël ·
Italië ·
Jordanië ·
Kazachstan ·
Kirgizië ·
Kroatië ·
Letland ·
Libanon ·
Liechtenstein ·
Litouwen ·
Luxemburg ·
Malta ·
Marokko ·
Mexico ·
Moldavië ·
Montenegro ·
Nederland ·
Nieuw-Caledonië ·
Nieuw-Zeeland ·
Noord-Ierland ·
Noord-Macedonië ·
Noorwegen ·
Oekraïne ·
Oezbekistan ·
Oman ·
Oostenrijk ·
Polen ·
Portugal ·
Qatar ·
Roemenië ·
Rusland ·
Saint Kitts en Nevis ·
San Marino ·
Saoedi-Arabië ·
Schotland ·
Servië ·
Slovenië ·
Slowakije · 
Spanje ·
Tadzjikistan ·
Thailand ·
Trinidad en Tobago ·
Tsjechië ·
Turkije ·
Turkmenistan ·
Uruguay ·
Vanuatu ·
Venezuela ·
Verenigde Arabische Emiraten ·
Verenigde Staten ·
Vietnam ·
Wales ·
Wit-Rusland ·
Zweden ·
Zwitserland
FSCG · A-internationals · Bondscoaches · Statistieken · Montenegrijns vrouwenelftal · Montenegro U21 · Montenegro U20 · Montenegro U19 · Montenegro U17 · Servië en Montenegro U19 · Servië en Montenegro U17
2003 – 2006** · 
2007 – 2009 · 
2010 – 2019 ·
2020 − 2029
EK 2008 · 
EK 2012 · 
EK 2016
WK 2006** · 
WK 2010 · 
WK 2014 · 
WK 2018
OS 2004** · 
OS 2008 · 
OS 2012 · 
OS 2016
2007 · 
2008 · 
2009 · 
2010 · 
2011 · 
2012 · 
2013 · 
2014 · 
2015 · 
2016 · 
2017 ·
2018 ·
2019 ·
2020 ·
2021 ·
2022 ·
2023
Albanië ·
Armenië ·
Azerbeidzjan ·
België · 
Bosnië en Herzegovina ·
Bulgarije ·
Colombia ·
Cyprus ·
Denemarken · 
Engeland ·
Estland ·
Finland ·
Georgië ·
Ghana ·
Gibraltar ·
Griekenland ·
Hongarije ·
Ierland ·
IJsland ·
Iran · 
Israël ·
Italië ·
Japan ·
Kazachstan ·
Kosovo ·
Letland ·
Libanon ·
Liechtenstein ·
Litouwen ·
Luxemburg ·
Moldavië ·
Nederland ·
Noord-Ierland ·
Noord-Macedonië ·
Noorwegen ·
Oekraïne ·
Oezbekistan ·
Oostenrijk ·
Polen ·
Roemenië ·
Rusland · 
San Marino ·
Servië ·
Slovenië ·
Slowakije ·
Tsjechië ·
Turkije ·
Wales ·
Wit-Rusland ·
Zweden ·
Zwitserland
Argentinië (2006) · 
Ivoorkust (2006) · 
Nederland (2006)
** - Onder de naam Servië en Montenegro